# Johnsonia
Johnsonia là một chi thực vật có hoa trong họ Xanthorrhoeaceae.